# Ким Е Джи
Ким Е Джи (кор. 김예지, род. 4 сентября 1992, Танян, Чхунчхон-Пукто) — южнокорейская спортсменка-стрелок. Её выступления на чемпионате мира 2024 года и летних Олимпийских играх 2024 года, на которых она установила мировой рекорд в стрельбе из пистолета на 25 метров среди женщин и завоевала серебряную медаль в стрельбе из пневматического пистолета на 10 метров среди женщин соответственно, и побудили её стать вирусной личностью в Интернете.

## Биография
Ким родилась в Таняне . Она окончила среднюю школу Даньян, среднюю школу физического воспитания Чхунбук, и научный колледж Кёнбук.
В 2010 году Ким впервые приняла участие на чемпионате мира по стрельбе в Мюнхене, где завоевала бронзу в юниорской категории по стрельбе из пневматического пистолета на 10 метров. В 2024 году она приняла участие на чемпионате Азии по стрельбе, где завоевала серебряную медаль в стрельбе из пистолета на 25 метров. Затем она приняла участие на Кубке мира 2024 года, где завоевала бронзу в Мюнхене в стрельбе из пистолета на 25 метров. В Баку Ким выиграла серебро в стрельбе из пневматического пистолета на 10 метров, прежде чем установила мировой рекорд в стрельбе из пистолета на 25 метров и выиграла золото, набрав 42 очка.
Позже в том же году она приняла участие на летних Олимпийских играх 2024 года, где выиграла серебряную медаль в стрельбе из пневматического пистолета на 10 метров, уступив своей соотечественнице из Кореи О Йе Джин. Она выступала с коротким хвостиком и сжимая в руках маленького плюшевого слона, принадлежащего её дочери. Во время летних Олимпийских игр 2024 года Ким стала вирусной в социальных сетях из-за своей харизмы, и многие комментаторы в социальных сетях сравнивали её с вымышленными персонажами Джеймсом Бондом и Сатору Годзё из манги «Магическая битва». После вирусности, клип её выступления с Кубка мира 2024 года, на котором она была в кепке с козырьком назад, причёской каре, очках в стиле Терминатора и с ледяным взглядом, а также сказала репортёру, что ей «нечего улучшать», также стал вирусным. За это некоторые окрестили её «самым крутым человеком на планете», другие похвалили её «энергию главного персонажа», а GQ описал её как первую яркую звезду игр.